# パラダイス・シアター (アルバム)
| 専門評論家によるレビュー      | 専門評論家によるレビュー |
| レビュー・スコア              | レビュー・スコア         |
| 出典                          | 評価                     |
| ----------------------------- | ------------------------ |
| AllMusic                      | [ 1 ]                    |
| The Daily Vault               | A (2003) C (2006)        |
| The Rolling Stone Album Guide | [ 4 ]                    |

『パラダイス・シアター』 (Paradise Theatre) は、ロックバンドのスティクスが1981年1月にリリースした10枚目のアルバム。

## 解説
スティクスの最も成功したアルバムであり、1981年4月と5月にBillboard 200で合計3週間1位を記録した。現在までスティクス唯一の全米1位を獲得したアルバムである。またバンドとしては4枚目となるトリプルプラチナを獲得したアルバム。
コンセプト・アルバムであり、シカゴに存在したパラダイス・シアターのオープンからクローズまでをフィクションとして描き、1970年代後半から1980年代にかけてのアメリカの変動を暗喩している。デニス・デ・ヤングがこのコンセプトを構想したと、後にラジオ番組「In the Studio with Redbeard」で語られている。
アルバムからは4枚のシングルがリリースされており、うち3枚がトップ10入りした。最初のシングル「ザ・ベスト・オブ・タイムズ」はデニスによって書かれ、全米3位。トミー・ショウによる「時は流れて」は全米9位（スティクスにおける彼のシングルとしては唯一トップ10入りした）。「砂上のパラダイス」はデニス作で全米54位。「ロッキン・ザ・パラダイス」はデニス、ショウ、ジェイムズの共作でロックチャート8位。

## 楽曲の使用
収録曲「ザ・ベスト・オブ・タイムズ」は、数多くの映画に登場している。なかでも1999年の映画『ビッグ・ダディ』では、アダム・サンドラーがスティクスのファンを演じている。
2005年には、映画『パーフェクト・マン ウソからはじまる運命の恋』にも使用された。

## 収録曲

### A面
1. 1928年（パラダイス・シアター・オープン） - "A.D. 1928" - 1:08
  - 作曲：デニス / リードヴォーカル：デニス
2. ロッキン・ザ・パラダイス - "Rockin' the Paradise" - 3:35
  - 作曲：デニス、ジェイムズ、トミー / リードヴォーカル：デニス / リードギター：トミー
3. 時は流れて - "Too Much Time on My Hands" - 4:31
  - 作曲：トミー / リードヴォーカル・リードギター：トミー
4. 砂上のパラダイス - "Nothing Ever Goes as Planned" - 4:48
  - 作曲：デニス / リードヴォーカル：デニス / イントロギターソロ：ジェイムズ / ミドルギターソロ：トミー / サクソフォーン：スティーヴ・アイゼン
5. ザ・ベスト・オブ・タイムズ - "The Best of Times" - 4:19
  - 作曲：デニス / リードギター：トミー

### B面
1. ロンリー・ピープル - "Lonely People" - 5:28
  - 作曲：デニス / リードヴォーカル：デニス / ファーストギターソロ：トミー / セカンドギターソロ：ジェイムズ / サクソフォーン：スティーヴ・アイゼン
2. 愛こそすべて - "She Cares" - 4:17
  - 作曲：トミー / リードヴォーカル・リードギター：トミー / サクソフォーン：スティーヴ・アイゼン
3. 白い悪魔 - "Snowblind" - 5:00
  - 作曲：ジェイムズ、デニス / リードヴォーカル：トミー、ジェイムズ / リードギター：ジェイムズ
4. ハーフ・ペニー、トゥー・ペニー - "Half-Penny, Two-Penny" - 4:33
  - 作曲：ジェイムズ、レイ・ブランドル / リードヴォーカル：ジェイムズ / リードギター：トミー
5. 1958年（パラダイス・シアター・クローズド） - "A.D. 1958" - 2:27
  - 作曲：デニス、リードヴォーカル：デニス / リードギター：ジェイムズ / サクソフォーン：スティーヴ・アイゼン
6. ステイト・ストリート・セイディ - "State Street Sadie" - 0:28
  - 作曲：デニス / ピアノ：デニス

## 担当
スティクス
- デニス・デ・ヤング - ヴォーカル、キーボード
- トミー・ショウ - ヴォーカル、ギター
- ジェイムズ・ヤング - ヴォーカル、ギター
- チャック・パノッツォ – ベース
- ジョン・パノッツォ – ドラム

参加ミュージシャン
- スティーヴ・アイゼン - サクソフォーン
- ダン・ベイカー - ホーン
- マイク・ハルピン - ホーン
- ジョン・ヘイナー - ホーン
- マーク・オールソン - ホーン
- ビリー・シンプソン - ホーン

プロダクション
- プロデューサー: スティクス（デニス）
- エンジニア: ロブ・キングスランド、ゲイリー。ロイッツォ
- アレンジ: スティクス
- マスタリング: テッド・ジェンセン

## チャート
アルバム - Billboard（アメリカ）
| 年   | チャート       | 順位 |
| ---- | -------------- | ---- |
| 1981 | ポップアルバム | 1    |

シングル - Billboard（アメリカ）
| 年   | シングル                   | チャート               | 順位 |
| ---- | -------------------------- | ---------------------- | ---- |
| 1981 | 砂上のパラダイス           | ポップシングル         | 54   |
| 1981 | ロッキン・ザ・パラダイス   | メインストリームロック | 8    |
| 1981 | 白い悪魔                   | メインストリームロック | 22   |
| 1981 | 時は流れて                 | メインストリームロック | 2    |
| 1981 | 時は流れて                 | ポップシングル         | 9    |
| 1981 | ザ・ベスト・オブ・タイムズ | メインストリームロック | 16   |
| 1981 | ザ・ベスト・オブ・タイムズ | ポップシングル         | 3    |

| 先代 REOスピードワゴン『禁じられた夜』 | Billboard 200 1位作品 1981年4月4日 - 17日 5月9日 - 15日 | 次代 REOスピードワゴン『禁じられた夜』 |

## 国内カバー
- 西城秀樹 - BIG GAME'81 HIDEKI 『A.D.1928』SIDE A4
- 西城秀樹 - BIG GAME'81 HIDEKI 『ロッキン・ザ・パラダイス』SIDE A5